# Rivière Bouchard
Pour les articles homonymes, voir Bouchard.
La rivière Bouchard est un affluent de la rivière Franquelin, coulant dans la municipalité de Franquelin, dans la municipalité régionale de comté (MRC) de Manicouagan, dans la région administrative de la Côte-Nord, dans la province de Québec, au Canada.
La sylviculture s'avère l'activité économique principale de cette vallée; les activités récréotouristiques, en second.
La surface de la rivière Bouchard est habituellement gelée du début de novembre à la fin avril, sauf les zones de rapides; toutefois la circulation sécuritaire sur la glace se fait généralement de la fin novembre au début d'avril.[réf. nécessaire]

## Géographie
La rivière Bouchard tire sa source d'un petit lac (longueur: une centaine de mètres; altitude: 218 m) situé dans la municipalité de Franquelin. Cette embouchure est située à:
- 3,9 km au nord-ouest de l'embouchure de la rivière Bouchard;
- 6,1 km au nord-ouest de l'embouchure de la rivière Franquelin[2].

À partir de sa source, la rivière Bouchard coule sur 5,3 km avec une dénivellation de 158 m, surtout en zone forestière, selon les segments suivants:
- 2,2 km d'abord vers le sud-est en formant une boucle vers l'est pour recueillir la décharge (venant du nord) du lac Gagnon; puis vers l'est en dévalant la montagne, jusqu'à la décharge (venant du nord) de deux lacs dont les lacs Perron, Bourgeois, Cyrille et Gleeson;
- 1,2 km vers le sud dans une vallée encaissée, en formant une boucle vers l'ouest, jusqu'à la décharge (venant de l'ouest) de deux lacs dont le lac Larose;
- 1,9 km vers l'est en formant une boucle vers le nord, jusqu’à son embouchure[2].

La rivière Bouchard se déverse sur la rive ouest de la rivière Franquelin. Cette confluence est située à:
- 4,2 km au nord de l'embouchure de la rivière Franquelin;
- 18,7 km au sud-ouest du centre du village de Godbout;
- 32,6 km au nord-est du centre-ville de Baie-Comeau[2].

À partir de l’embouchure de la rivière Bouchard, le courant descend sur 12,6 km le cours de la rivière Franquelin jusqu'à la rive nord de l’estuaire du Saint-Laurent.

## Toponymie
Le terme "Bouchard" s'avère un patronyme de famille d'origine française.[réf. nécessaire]
Le toponyme « rivière Bouchard » a été officialisé le 5 décembre 1968 à la Banque des noms de lieux de la Commission de toponymie du Québec.